# Bowman (Észak-Dakota)
Bowman település az Amerikai Egyesült Államok Észak-Dakota államában, Bowman megyében, melynek megyeszékhelye is. Lakosainak száma 1470 fő (2020. április 1.).

## Népesség
A település népességének változása:

| 2010 | 1 650 |
| 2020 | 1 470 |